# Amazonis Sulci
Gli Amazonis Sulci sono una struttura geologica della superficie di Marte.